# Станіслав Цозась
Станіслав Павел Цозась (пол. Stanisław Paweł Cozaś; 29 червня 1923, Скальмежиці — 9 вересня 1998, Познань) — польський політик часів ПНР, у 1973—1975 роках — голова міської ради Познані, у 1975—1981 роках — познанський воєвода. У другій половині 1940-х років — офіцер органів держбезпеки. Займав позиції «партійного бетону» у протистоянні ПОРП з профспілкою Солідарність та «горизонтальних структур». Усунено за посадові зловживання.

## Офіцер і чиновник
Народився у селянській сім'ї. Школу закінчив у Каліші. Під час німецької окупації перебував на примусових роботах у рейху. Повернувшись до Польщі, вступив до Союзу боротьби молодих (польський комсомол того періоду) та нової Польської соцпартії на чолі з Едвардом Осубкою-Моравським, Болеславом Дробнером, Стефаном Матушевським — прихильниками союзу з комуністами. Після саморозпуску партії вступив у комуністичну ПРП, з 1948 року — член ПОРП.
З серпня 1945 року до травня 1948 року Станіслав Цозась служив у калішському управлінні Міністерства громадської безпеки (МГБ). Прослухав курси у Леґьоново. Очолював 3 відділ — по боротьбі з антикомуністичним повстанством й озброєним підпіллям. Відзначався начальством за участь у ліквідації місцевих груп Народної та Національної партій, делегатури уряду у вигнанні.
Звільнився з МГБ у 1949 році у званні поручника. Закінчив юридичний факультет Університету імені Адама Міцкевича у Познані. Декілька років працював юрисконсультом у познанському торговому центрі деревообробної промисловості. З 1955 до 1970 рік обіймав різні посади у президії міської ради Познані. 9 грудня 1973 року Цозася затверджено на посаді голови президії міськради Познані, рівнозначний голові міської адміністрації. Його попередник Тадеуш Грабський, відомий ортодоксально-комуністичними поглядами, очолив воєводську адміністрацію.

## Познанський воєвода
1 червня 1975 року Цозась змінив Грабського на посаді Познанського воєводи. Його політика загалом відповідала курсу «пропаганди успіхів», характерному для другої половини правління Едварда Герека. У Познані склалося керівне коло, ядро якого складали, зокрема, перший секретар воєводського комітету ПОРП Ежи Засада, секретарі Чеслав Галган, Богдан Валігурський, Юзеф Стибиш, Юзеф Свитай, Марія Ринкевич, голова президії міськради Владислав Слебода, воєводський комендант міліції полковник Генрик Зашкевич, його заступник із госпчастини полковник Станіслав Конечни, керівники воєводської Служби безпеки полковник Бернард Каміньський і полковник Адам Тшибінський, редактор партійного офіціозу «Gazeta Poznańska» Збігнєв Міка. До цієї групи належав і Станіслав Цозась як воєвода та член воєводського комітету ПОРП.
Згодом Познань розглядалася як одне з осередків корупції та зловживань гереківських часів. У грудні 1981 року Засаду та Слебоду інтерновано разом з Гереком. Військова внутрішня служба зібрала на Цозася матеріали про махінації при будівництві двох особняків й операції з автомобільними ваучерами. Будівництво вілл без оплати рахунків інкримінувалося також полковникам Зашкевичу та Кінечни.
Водночас період керівництва Цозася відзначено деякими досягненнями у соціальній інфраструктурі та культурі. Цозась вів діловий діалог з Познанською католицькою архієпархією, брав участь в організації візиту до Польщі Папи Римського Іоанна Павла II.

## Політичний конфлікт
Станіслав Цозась був непримиренним противником незалежної профспілки Солідарність і реформістських «горизонтальних структур». Це визначалося ідеологією «партійного бетону» та традиційною для познанської номенклатури орієнтацією на Тадеуша Грабського. Познанська опозиція ініціювала розслідування службових зловживань і фінансових махінацій, у яких фігурував Цозась.
Жорсткий конфлікт виник у Цозася з новим першим секретарем Познанського воєводського комітету ПОРП Едвардом Скшипчаком. Вибраний попри позицію вищого партійного керівництва, Скшипчак спирався на «горизонталі» та переконано співпрацював з «Солідарністю». На противагу йому Цозась був заступником «бетонної» організації FFK на чолі з директором заводу MERA Яном Маєрчаком. Воєводу не влаштовувала кадрова політика першого секретаря, робочий контроль над апаратом, участь офіційних осіб у відкритті пам'ятника жертвам кровопролиття у Познанському червні 1956 року.
Скшипчак наводив конкретні дані про адміністративну корупцію; Цозась і Маєрчак відповідали ідеологічними звинуваченнями у «відступництві від партійної лінії». Звинувачення у махінаціях стали предметом розгляду у відповідних інстанціях. Скандальна ситуація спонукала генерала Ярузельського до оргвисновків: Станіслава Цозася відсторонено з посади воєводи ще до воєнного стану, наприкінці жовтня 1981 року. Його змінив учений-аграрник Мар'ян Круль, член союзної ПОРП Об'єднаної селянської партії — діяч не скомпрометований і політично нейтральний. Через пів року з невеликим, в іншій політичній ситуації, знято з партійної посади Скшипчака.

## На пенсії
Після відставки Станіслав Цозась відійшов від політики. Жив на пенсії у Познані. Він не користувався популярністю, хоча у місті іноді згадували його участь у таких подіях, як відкриття атракціону дитячої залізниці. У 1984 році Цозась написав Ярузельському та ще раз виклав ідеологічну версію свого конфлікту зі Скшипчаком. Лист залишився без відповіді.
Помер Станіслав Цозась у віці 75 років. У нариси історії Познані він внесений за посадою як один з воєвод.